# Chatka „Florianka”
Chatka „Florianka” w Brzeźniaku – chatka studencka, położona we wsi Brzeźniak (powiat łobeski). Obiekt – dawna remiza strażacka – jest własnością gminy Węgorzyno, natomiast zarządzającym nim jest Akademickie Towarzystwo Chatkowe ze Szczecina.
Idea powstania chatki zrodziła się w 1983 roku w kole PTTK Turystów Absolwentów Politechniki Szczecińskiej. Rozpoczęto poszukiwanie obiektu, w wyniku którego w 1984 roku wybrano budynek dawnej remizy strażackiej w Brzeźniaku. W tym samym roku powołano do życia Akademickie Towarzystwo Chatkowe. Jego członkowie we własnym zakresie wykonali dokumentację robót budowlanych i rozpoczęli prace. W ramach wykonanego remontu wykonano węzeł sanitarny, instalację elektryczną, wymieniono poszycie dachowe wieży, wstawiono okna, wyremontowano ściany, a także urządzono otoczenie chatki (ogrodzenie, miejsce na ognisko).

Nazwa chatki pochodzi od św. Floriana – patrona strażaków.
Chatka oferuje 20 miejsc noclegowych oraz możliwość rozbicia namiotu. Do dyspozycji gości oddana jest kuchnia.

## Dane teleadresowe
Brzeźniak, ul. Turystyczna 77

73-320 Węgorzyno.

## Szlaki turystyczne
- Szlaki piesze[1]:
  -  Drawsko Pomorskie – Mielenko Drawskie – Woliczno – Ginawa – Wiewiecko – Brzeźniak – Kumki – Krzynno – Małe Janikowo – Drawsko Pomorskie
- Szlaki rowerowe[2]:
  - Węgorzyno – Przytoń – Brzeźniak – Budziszcze – Zagórzyce – Zajezierze – Zbrojowo – Brzeźniak – Węgorzyno
  - Węgorzyno – Storkowo – Podlipce – Ginawa – Wiewiecko – Brzeźniak – Rogówko – Lesięcinek – Wegorzyno
  - Węgorzyno – Gardno – Przytoń – Brzeźniak – Brzeźnica – Kołatka – Woliczno – Mielenko Drawskie – Drawsko Pomorskie – Jankowo Pomorskie – Kumki – Brzeźniak – Węgorsko – Rogówko – Przytoń – Węgrpzyno